# Fidaxomicina
La fidaxomicina, que es ven sota la marca Dificid, entre d'altres, és el primer membre d'una classe d'antibiòtics macrocíclics d'espectre reduït anomenats tiacumicines. És un producte de la fermentació obtingut de l'actinomicet Dactylosporangium aurantiacum subespècie hamdenesi. La fidaxomicina s'absorbeix mínimament al torrent sanguini quan es pren per via oral, és bactericida i erradica selectivament el patogen Clostridioides difficile, alterant escassament les múltiples espècies de bacteris que componen la microbiota intestinal normal i saludable. El manteniment de les condicions fisiològiques normals (incloent la integritat de la microbiota normal) al còlon pot reduir la probabilitat de recurrència de la infecció per Clostridioides difficile
El comercialitza Merck, que va adquirir Cubist Pharmaceuticals el 2015 i, alhora, va comprar l'empresa original, Optimer Pharmaceuticals. S'utilitza per al tractament de la infecció per Clostridioides difficile (CDI, Clostridioides difficile infection), que també es coneix com a diarrea associada a Clostridioides difficile, i pot progressar cap a colitis per Clostridioides difficile i colitis pseudomembranosa.
La fidaxomicina està disponible en comprimits de 200 mg que s'administra cada 12 hores durant un temps recomanat de 10 dies. La durada total de la teràpia l'ha de determinar l'estat clínic del pacient. Actualment és un dels antibiòtics més cars aprovats pel seu ús. Un tractament estàndard costa més de £ 1350.

## Mecanisme
La fidaxomicina s'uneix i prevé el moviment de les regions de canvi de l'ARN polimerasa bacteriana. El moviment de canvi es produeix durant l'obertura i el tancament de la pinça ADN:ARN, un procés que passa durant la transcripció de l'ARN però que és especialment important en l'obertura de l'ADN de doble cadena durant l'inici de la transcripció. Té una mínima absorció sistèmica i un espectre d'activitat estret; és actiu contra bacteris grampositius, especialment clostridis. El rang de concentració inhibitòria mínima (MIC) per a C. difficile (ATCC 700057) és de 0,03 a 0,25 μg/mL.

## Assajos clínics
La companyia va informar de bons resultats el 2009, a partir d'un assaig clínic de fase III a Amèrica del Nord que el va comparar amb vancomicina oral per al tractament de la infecció per Clostridioides difficile. L'estudi va complir amb el criteri principal de valoració de curació clínica, demostrant que la fidaxomicina no va ser inferior a la vancomicina oral (92,1 % davant de 89,8 %). A més, l'estudi va complir el criteri de valoració secundari de recurrència: el 13,3 % dels subjectes va tenir una recurrència amb fidaxomicina davant del 24,0 % amb vancomicina oral. L'estudi també va assolir el criteri de valoració exploratori de curació global (77,7 % per a fidaxomicina davant de 67,1 % per a vancomicina). La curació clínica es va definir com a pacients que no requerien teràpia addicional per al tractament de la infecció per Clostridioides difficile dos dies després de completar la medicació de lestudi. La cura global es va definir com a pacients que es van curar al final de la teràpia i no van tenir una recurrència en les quatre setmanes següents. 
s va demostrar que la fidaxomicina és tan bona com el medicament estàndard, la vancomicina, per tractar la infecció per Clostridioides difficile en un assaig clínic de Fase III publicat al febrer de 2011. Els autors també van informar significativament menys recurrències d'infecció, un problema freqüent amb C. difficile i efectes secundaris de medicaments semblants.
Segons un assaig clínic multicèntric, es va informar que la fidaxomicina és ben tolerada en nens amb diarrea associada a Clostridioides difficile i té un perfil farmacocinètic en nens similar al dels adults.

## Aprovació i indicacions
El 5 d'abril del 2011, el fàrmac va obtenir l'aprovació unànime d'un panell assessor de la FDA per al tractament de la infecció per Clostridioides difficile, i va obtenir l'aprovació total de la FDA el 27 de maig del 2011. A partir del gener del 2020, la fidaxomicina està aprovada per la FDA per al seu ús en nens de 6 mesos en endavant per a la diarrea associada a C. difficile (CDAD, C. difficile associated diarrhea).